# Gimme Chocolate!!
"Gimme Chocolate!!" (ギミチョコ！！, Gimichoko!!, lit. "Dê-me Chocolate!!"), também conhecida como "Give Me Chocolate!!", é uma canção gravada pelo grupo japonês de kawaii metal Babymetal, originalmente incluída como uma das faixas inéditas de seu álbum de estreia, autointitulado (2014). Mais tarde, em 31 de maio de 2015, foi lançada como single digital somente no Reino Unido, através da gravadora Edel Music.
Após o lançamento de Babymetal, "Gimme Chocolate!!" tornou-se uma canção bastante popular. Seu vídeo musical, filmado durante uma apresentação ao vivo realizada pelo grupo em dezembro de 2013, tornou-se viral, ultrapassando 110 milhões de visualizações. A canção apresenta letras simples e repetitivas que tratam da preocupação de garotas com sua imagem, e seu amor por chocolate, juntamente de um instrumental de thrash metal com elementos techno.
"Gimme Chocolate!!" não foi bem-sucedida nas paradas musicais, alcançando a quinta posição na parada World Digital Songs, da Billboard, nos Estados Unidos, e adentrando somente esta tabela. Durante o ano de 2015, a canção foi posicionada em duas listas de Dia dos Namorados no Japão; tendo sido considerada a melhor canção sobre chocolate para tal data, pelo site OKMusic.

## Composição e lançamento
A canção foi composta por Mk-metal, KxBxmetal e Takeshi Ueda, apresentando letras simples e repetitivas juntamente de um instrumental pesado de thrash metal com elementos techno. A sua letra trata da preocupação de garotas com sua imagem, e seu amor por chocolate, com linhas como "Posso ter um pouco de chocolate? / Mas meu peso me preocupa esses dias".
Originalmente lançada em 26 de fevereiro de 2014 como uma das faixas inéditas do álbum Babymetal, "Gimme Chocolate!!" veio a ser lançada posteriormente como single digital, somente no Reino Unido, através da EarMusic, gravadora com quem o grupo assinou um contrato de distribuição na Europa, em 2015.

## Recepção
"Gimme Chocolate!!" recebeu críticas geralmente positivas dos críticos. O jornalista Brian Mansfield, do USA Today declarou que a canção é "uma mistura bizarra de death-metal, ritmos de EDM e melodias de J-pop açucaradas", já que a música "começa com uma guitarra destruidora de alto-falantes que rapidamente dá lugar a vocais alegres rápidos de metralhadora e um refrão tão viciante quanto cereais com cobertura de chocolate e desenhos animados nas manhãs de sábado". O canal de televisão Fuse listou a música como uma das nove canções de grupo feminino mais experimentais de todos os tempos, afirmando que "é de cair o queixo ao ouvi-la pela primeira vez. Mas você se verá cantarolando junto com o refrão em breve". Em fevereiro de 2015, a revista japonesa B-Pass posicionou "Gimme Chocolate!!" na terceira colocação em sua lista de "Canções que Você Absolutamente Quer Ouvir no Dia dos Namorados". Ainda em fevereiro, o site japonês OKMusic posicionou a canção na primeira colocação em sua lista de "Melhores Canções Sobre Chocolate para o Dia dos Namorados". Em 5 de abril de 2016, Babymetal fez sua estreia na televisão estadunidense, tocando a música no The Late Show with Stephen Colbert.

### Videoclipe
Em fevereiro de 2014 o vídeo musical de "Gimme Chocolate!!", dirigido por Inni Vision (Ryosuke Machida) e filmado em 21 de dezembro de 2013, durante a apresentação do grupo no concerto Legend "1997" Su-metal Seitansai, no centro de eventos Makuhari Messe, localizado na cidade de Chiba, foi publicado no YouTube, recebendo reações explosivas por parte do público internacional, sendo especialmente uma chance de aumentar a popularidade do grupo, posteriormente tornando-se viral, ultrapassando 23 milhões de visualizações. Brian Mansfield, editor no site USA Today, comentou o seguinte: "O vídeo musical de 'Gimme Chocolate!!' parece um tipo bizarro de anime, com um cenário gótico sombrio enquanto a banda [de suporte] toca vestida em trajes de esqueleto, e as três garotas executam uma coreografia complexa, [incorporando] sinais de corações vistosos e movimentos de moinho com os braços, como se estivessem tocando guitarra imaginária. Em um ponto do vídeo, enquanto Yuimetal e Moametal dançam em sua volta, Su-metal faz sua melhor cara de 'McKayla Maroney não está impressionada'". Ainda é presente em seu vídeo musical uma estátua gigante da Virgem Maria ao fundo do palco.

## Faixas
Informações de letristas, musicistas e arranjistas retiradas diretamente do encarte do álbum de estreia do grupo.
| N.º | Título                                                         | Letras             | Música       | Arranjo | Duração |  |
| 1.  | "Gimme Chocolate!!" (ギミチョコ！！; lit. "Dê-me Chocolate!!") | Mk-metal KxBxmetal | Takeshi Ueda | T. Ueda | 3:52    |  |

## Desempenho nas paradas musicais
Após o lançamento de Babymetal, "Gimme Chocolate!!" alcançou a quinta posição na parada World Digital Songs, da Billboard.
| Parada (2014)                                  | Melhor posição |
| ---------------------------------------------- | -------------- |
| Estados Unidos (Billboard World Digital Songs) | 5              |

## Prêmios e indicações
| Ano  | Premiação       | Categoria              | Resultado |
| ---- | --------------- | ---------------------- | --------- |
| 2015 | NSK Awards 2014 | Melhor Canção de Álbum | Venceu    |

### Honras
| Ano  | Publicação | Honra                                                          | Posição |
| ---- | ---------- | -------------------------------------------------------------- | ------- |
| 2015 | B-Pass     | Canções que Você Absolutamente Quer Ouvir no Dia dos Namorados | 3       |
| 2015 | OKMusic    | Melhores Canções Sobre Chocolate para o Dia dos Namorados      | 1       |

## Histórico de lançamento
A canção foi oficialmente lançada como single digital em 31 de maio de 2015, somente no Reino Unido, através da gravadora EarMusic.
| Região      | Data               | Formato          | Gravadora  |
| ----------- | ------------------ | ---------------- | ---------- |
| Reino Unido | 31 de maio de 2015 | Download digital | Edel Music |